# Apartheid de género
O apartheid de género (também chamado de apartheid sexual ) é a discriminação sexual,  económica e social, contra indivíduos por causa de seu género ou sexo. É um sistema imposto pelo uso de práticas físicas ou legais para relegar  indivíduos a posições subordinadas. A psicóloga feminista Phyllis Chesler define o fenômeno como "práticas que condenam meninas e mulheres a uma subexistência separada e subordinada e que transformam meninos e homens em guardiões permanentes da castidade das suas parentes femininas". Os exemplos de apartheid de género levam não apenas à incapacitação social e económica dos indivíduos, mas também podem resultar em danos físicos graves ou mesmo morte.

## Etimologia
O termo "apartheid de género" deriva do apartheid racial da África do Sul que instituiu um sistema de supremacia branca , separando a maioria dos habitantes negros do país dos brancos. Palavra africâner para "separação" ou "separatividade", o uso do termo apartheid aplicado ao  género corresponde a  uma violação dos direitos humanos que implica separação e opressão. Definindo o apartheid, o Dr. Anthony Löwstedt escreveu: "O conceito de separação em si não implica necessariamente que qualquer grupo seja ou será favorecido sobre qualquer outro ... A característica distintiva do apartheid e de outros tipos de segregação opressiva é que as condições políticas, econômicas, sociais e até geográficas são criadas, consciente e sistematicamente, a fim de separar grupos à força, invariavelmente em benefício - pelo menos o benefício de curto prazo - de pelo menos um dos grupos, mas nunca, ou apenas acidentalmente, em benefício de todos eles."

## Na religião e nos costumes
Exemplos de apartheid de género foram e são encontrados institucionalizados através de práticas religiosas e culturais. Por exemplo, aspectos do tratamento de mulheres sob interpretações fundamentalistas do islão, cristianismo, judaísmo, hinduísmo, sikhismo e algumas variedades de budismo têm sido descritas como apartheid de género. O argumento  da fé, muitas vezes através de interpretações estritas do código religioso, é variadas vezes usado para justificar o apartheid de género. O apartheid de género tem habitualmente estreita relação com a misoginia.

### Cristianismo

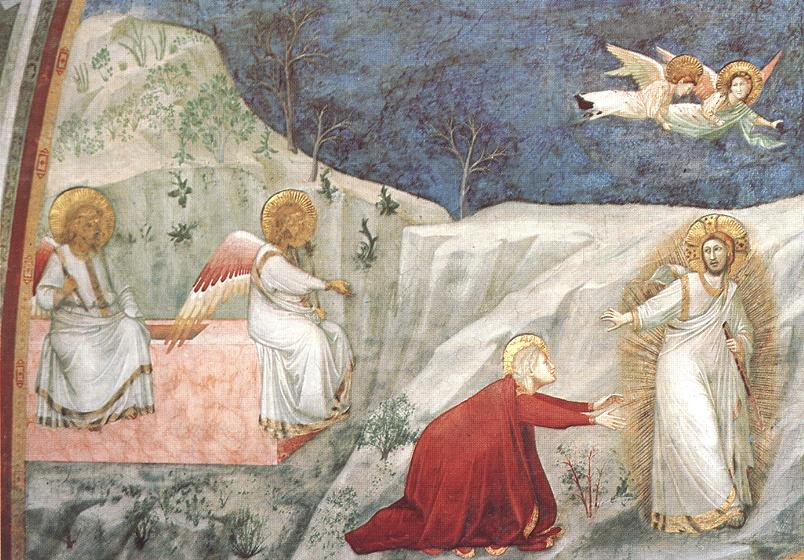
"Noli me tangere" - Fresco do Século XIII, provável autor Giotto. Segundo os textos sagrados cristãos, foi a Maria Madalena que Jesus Cristo apareceu pela primeira vez após a Ressurreição

Os termos "apartheid de género" e "apartheid sexual"  também foram usados para descrever o tratamento diferenciado das mulheres em instituições como a Igreja Anglicana e a Igreja Católica Romana. A ministra e escritora presbiteriana Patricia Budd Kepler aponta para a luta institucionalizada das mulheres pela aceitação no clero e liderança religiosa como exemplo de apartheid de género. Especificamente, Kepler critica as concepções tradicionais de masculinidade e feminilidade que limitam a autoridade feminina na igreja, insistindo,  em vez disso, em  que a entrada das mulheres no ministério não perturba a ordem divina.  Da mesma forma,  Susan D. Rose descreve a estrutura familiar patriarcal das igrejas cristãs evangélicas na América como mantendo o apartheid de género.
A Igreja Católica Romana foi identificada como perpetuadora do apartheid de género devido à listagem do Vaticano de "a tentativa de ordenação sagrada de uma mulher" como uma delicta graviora - em outras palavras, um crime de igual importância ao abuso sexual de menores e "aquisição, posse ou distribuição de pornografia infantil por um clérigo ".À luz disso, alguns caracterizaram a Igreja Católica como endossando o patriarcado e, posteriormente, alienando as mulheres dos papéis de liderança dentro da religião.
O Papa Francisco reforçou, em 2016, que "nunca" as mulheres seriam ordenadas padres na Igreja Católica. O líder da Igreja Católica referiu-se à  carta apostólica Ordinatio Sacerdotalis, do Papa João Paulo II, de 1994, que entre outros motivos para a proibição aponta o exemplo de Jesus Cristo, que teria escolhido os seus Apóstolos apenas entre os homens; segundo o documento, a exclusão das mulheres do sacerdócio "está de acordo com o plano de Deus para a sua Igreja."
O papel de Maria Madalena, como aponta Elisabeth Fiorenza, é posto de ladoː "(...) enquanto as histórias de Judas e Pedro estão gravadas na memória dos cristãos, a história da mulher (i.é, Maria Madalena) é virtualmente esquecida. Embora Jesus declare em Marcos: "E em verdade vos digo que, onde quer que o evangelho seja pregado em todo o mundo, o que ela fez será contado em memória dela" (14: 9) (...) O nome do traidor é lembrado, mas o nome do fiel discípulo é esquecido porque ela era uma mulher."

### Islão

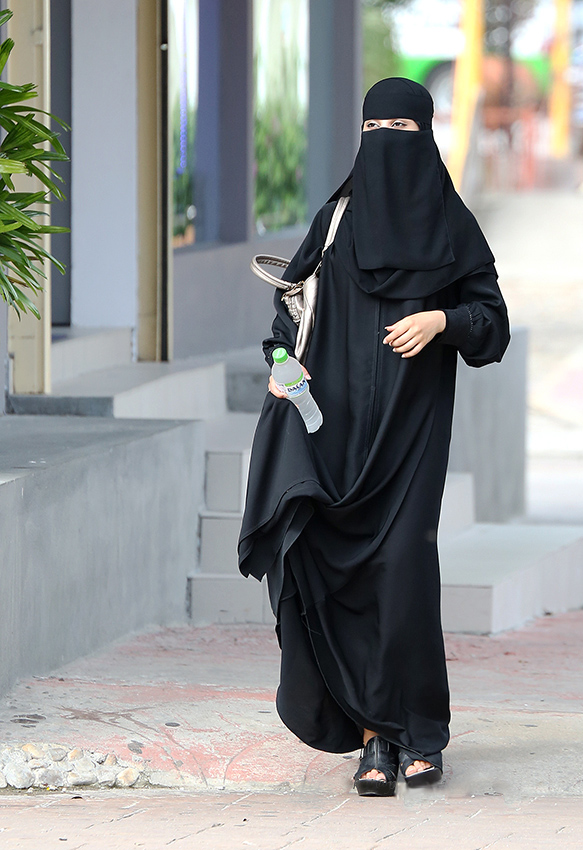
Mulher saudita. A falta de exposição à luz solar é um dos fatores da deficiência em vitamina D, frequente entre as mulheres árabes (mais de 70 por cento)

Por um lado, o  Islão  tem sido elogiado pelo seu alegado papel  historicamente libertador das mulheres; por outro,  a religião, algumas das suas práticas e seus praticantes, foram considerados responsáveis pelo estatuto inferior e menores direitos legais das mulheres nos países islâmicos.
Os valores patriarcais do Islã continuam sendo um de seus princípios mais contestados, embora  esses valores variem no contexto de diferentes países. Geralmente, no entanto, os direitos masculinos e femininos diferem consideravelmente de acordo com as leis islâmicas. Por exemplo, os homens têm permissão para se engajar na poligamia, enquanto as mulheres são proibidas, e as heranças femininas são a metade de seus irmãos do sexo masculino. Além disso, a condenação por código penal islâmico ainda discrimina contra as mulheres, pois depende muito do testemunho. Os testemunhos femininos são considerados insuficientes para condenar um assassino, exigindo um testemunho masculino para validação.
A ativista Mahnaz Afkhami escreve que a visão do mundo fundamentalista "destaca o status das mulheres e suas relações com a sociedade como o teste supremo da autenticidade da ordem islâmica". Isto é simbolizado pelas instituições de Purdah (separação física dos sexos) e Awrah (ocultação do corpo com roupas). Como em grande parte do mundo, as instituições que reprimem as mulheres estavam se tornando menos poderosas até o ressurgimento do fundamentalismo islâmico no final do século XX.
Para Ghada Hashem Talhami, a questão das mulheres é "o calcanhar de Aquiles do movimento islâmico, a única questão que não poderia ser ofuscada  por um excesso de idealismo e romanticização da era clássica do Islão ou por uma ênfase exagerada na argumentação político-económica".

### Judaísmo

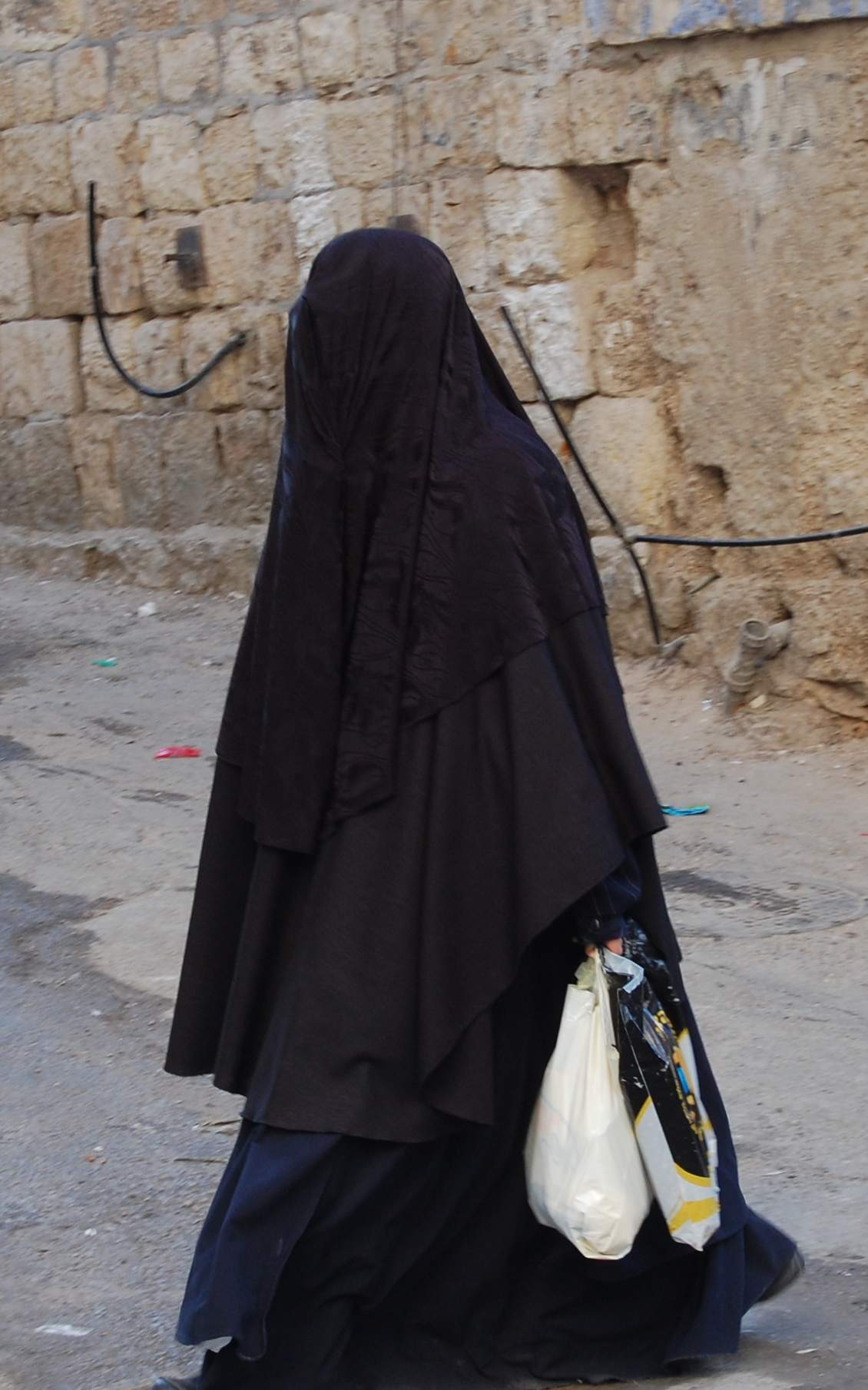
Um membro feminino da seita extremista Haredi de burca, em Mea Shearim, Israel.

O judaísmo Haredi, também conhecido como judaísmo ultra-ortodoxo, tem sido criticado por instituir políticas e crenças de apartheid de género. Composto por uma pequena minoria , mas em constante crescimento, dentro da cultura judaica, o judaísmo Haredi distingue-se como uma comunidade de estudiosos, com uma proporção significativamente maior de homens que continuam sua educação em yeshiva do que as mulheres no seminário.  Os seguidores do judaísmo ultra-ortodoxo também se distinguem  pelas  roupas e aparência geral: barbas compridas, longos sobretudos escuros e chapéus de aba larga para homens; e  mulheres "modestamente" cobertas. As acusações de apartheid de género apontam para a natureza repressiva da cultura e a segregação sexual, bem como para a demonização das mulheres como tentação sexual. Imagens públicas de mulheres foram desfiguradas em comunidades judaicas ultra-ortodoxas, e jovens judias cuspidas  e chamadas  prostitutas por usar roupas consideradas imodestas.
As ações dos judeus fundamentalistas ultra-ortodoxos em Israel foram referidas como apartheid de gênero. Embora as mulheres costumem sentar-se na parte de trás dos autocarro em alguns locais de Israel, nenhuma lei o impõe. No entanto, um incidente surgiu em Dezembro de 2011, quando um ultra-ortodoxo pediu a uma mulher sentada na frente do autocarro que se dirigisse para os fundos; ela recusou , o que provocou um ajuntamento dos fundamentalistas. A intervenção policial finalmente separou o confronto. Em relação ao evento, o primeiro-ministro israelense, Benjamin Netanyahu, expressou seu apoio aos espaços públicos para todos e à unidade dentro da comunidade. Também tem havido relatos de judeus ultra-ortodoxos cuspindo em mulheres, atacando polícia e equipes de televisão e afixando avisos instruindo mulheres a se vestir "modestamente" e não se acercarem das sinagogas.

## Casos actuais
Muitos países do mundo, na sua grande maioria islâmicos,  praticam  o apartheid de gênero,  em diversos graus de intensidade - o mais extremo sendo o da Arábia Saudita. Movimentos islâmicos como os Taliban, o Hamas e o Estado Islâmico do Iraque e  do Levante também o praticam.

### Afeganistão
O Afeganistão, sob a liderança religiosa dos Taliban, de 1996 a 2001, criou um sistema de apartheid de gênero no qual as mulheres eram segregadas dos homens em público e não podiam desfrutar de liberdades legais ou acesso igualitário ao emprego ou à educação. Os Taliban ganharam a  atenção internacional pelo seu tratamento das mulheres, promulgando políticas que cortavam a liberdade de movimento, emprego e direitos educacionais das mulheres e acesso a cuidados médicos. Sob o regime talibã, as mulheres estavam em risco de detenção e abuso físico se fossem consideradas culpadas de violar o código de vestuário imposto, a burca afegã.  As mulheres não podiam usar meias ou sapatos brancos, e não podiam fazer barulho a caminhar. Tinham de andar nas ruas acompanhadas sempre de um familiar masculino.

### Arábia Saudita
As práticas da Arábia Saudita em relação às mulheres têm sido referidas consistentemente como "apartheid de género". Atos de apartheid de género manifestam-se de muitas formas diferentes, tais como a proibição de as mulheres frequentarem a educação física na escola e de assistir a eventos desportivos nos estádios. As mulheres eram anteriormente proibidas de conduzir e ainda necessitam de autorização masculina para viajar. O "Comitê para a Promoção da Virtude e Prevenção do Vício" supervisiona a aplicação da segregação sexual na vida civil saudita; qualquer mistura ilegal entre os sexos é punida severamente. Mais recentemente, foi introduzido um novo sistema tecnológico que alerta os tutores masculinos por texto quando a mulher dependente deixa o país. Em geral, as mulheres na Arábia Saudita possuem os mesmos direitos legais que os menores e não podem tomar decisões importantes, por exemplo, na educação, trabalho e saúde, sem o consentimento de um parente masculino, o seu "guardião". O sistema do "guardião" está oficialmente abolido, mas na prática e também oficialmente continua, apesar da Arábia Saudita ter assinado, em 2001, a Convenção Sobre a Eliminação de Todas as Formas de Discriminação Contra as Mulheres (CEDAW).
Ativistas que defendem a igualdade sexual, como Wajeha Al-Huwaider, comparam os direitos das mulheres sauditas com os  dos escravos. Ela escreveː "Quando os clérigos são referidos como "eruditos" - não se espante, você está num país árabe."
A jornalista e autora Mona Eltahawy, feminista e muçulmana, comenta a "atmosfera surrealista" da Arábia Saudita, onde viveu durante seis anos da sua adolescênciaː "Parecia ter mudado para outro planeta, cujos habitantes desejavam fervorosamente que as mulheres não existissem." Mona observa que as mulheres estão desprotegidas, de maneira chocante, no mundo árabe, devido ao que ela chama  uma "mistura tóxica de cultura conservadora, religião e política"

### Índia
As mulheres indianas são discriminadas logo à partida, desde a própria gestação. A Índia é um dos países do mundo com a relação mais baixa de mulheres para homens (0.94), sendo as suas causas várias: infanticídio, feticídio, e mais tarde negligência (pior alimentação e menores cuidados médicos), crimes de "honra" e crimes por dote. Apesar de legislação em contrário, os pedidos de dote são exorbitantes, e quando não satisfeitos podem resultar em mortes - são estimadas 25 mil mortes de mulheres por razões de dote, por ano, crimes cometidos pelos noivos e seus familiares.
Em  2005, estimava-se que havia mais cerca de 50 milhões de homens do que mulheres. De acordo com um estudo de 2011, de Sonia Bhalotra, do Centre for Market and Public Organisation (CMPO) na Universidade de Bristol, a prática de feticídio está mais fortemente estabelecida entre as famílias de maiores recursos do que nas áreas rurais pobres.

### Irão
Quando Khomeini apelou às mulheres para que participassem em manifestações públicas e ignorassem o recolher obrigatório noturno, milhões de mulheres que, de outro modo, não teriam sonhado em deixar as suas casas sem a permissão ou a presença dos seus maridos e pais, saíram à rua. O apelo de Khomeini para que se manifestassem  contra o Xá dissipou qualquer dúvida nas mentes de muitas mulheres muçulmanas devotas sobre a propriedade de sair às ruas durante o dia ou à noite. Depois da revolução,  porém, Khomeini desaprovou  publicamente a mistura entre os sexos.
Logo após o estabelecimento da Governo Provisório de Mehdi Bazargan, o Ayatollah Khomeini exigiu a abolição da Lei de Proteção da Família, ordenou a aplicação da Xaria e promulgou um decreto exigindo que as mulheres se vestissem "devidamente".  As mulheres foram banidas de algumas profissões, como o judiciário,  e as estudantes femininas foram barradas de certas disciplinas nas universidades.
Um decreto demitiu todas as mulheres juízes e barrou estudantes do sexo feminino das escolas de direito.  As novas leis da Xaria deram aos homens o  direito de se divorciarem das suas esposas sem qualquer justiﬁcação. As leis de custódia também foram alteradas em favor dos homens. O testemunho das mulheres em tribunal foi declarado como valendo metade do de um homem. Dinheiro de sangue para uma mulher assassinada era também metade do devido pela morte de um homem.
A idade legal do casamento para as meninas foi baixada para os 9 anos de idade.

### Malásia
Em 2006, Marina Mahathir, filha do antigo primeiro-ministro da Malásia, Mahathir bin Mohamad, e ativista dos direitos femininos, descreveu o estatuto das mulheres muçulmanas na Malásia como semelhante ao dos sul-africanos negros sob o apartheid. Os seus comentários, após terem sido retidos por alguns dias, foram publicados com cortes na sua coluna regular num jornal da Malásia. As observações de Marina foram feitas em resposta a uma nova lei islâmica que permitia aos homens divorciarem-se com maior facilidade, ou tomarem até quatro esposas. A lei também concedeu aos maridos mais controle sobre a propriedade das esposas. Grupos conservadores muçulmanos da Malásia criticaram seus comentários por "envergonhar o país" , insultar a Xaria, "capitular servilmente ás noções do feminismo ocidental" e minar o papel proeminente das mulheres na Malásia em comparação com outros países muçulmanos e do leste asiático.

### Paquistão
Na sociedade paquistanesa existe um forte apartheid de género, tendo as mulheres um estatuto subalterno nas esferas política, económica e social. Por exemplo, uma Lei de 1951 impede as mulheres paquistanesas com maridos estrangeiros de obterem para os seus cônjuges a cidadania paquistanesa. Sistemas judiciais paralelos, como as jirgas, continuam a funcionar contra as mulheres, permitindo a continuação de práticas discriminatórias contra elas.. Apesar de ilegalizadas, as jirgas permanecem; o governo paquistanês  n̴ão consegue, ou tem sérias dificuldades, em  impor as suas decisões, neste como noutros casos lesivos da metade feminina da população, como os crimes de "honra". O primeiro ministro Imram Khan. numa visita ás áreas tribais em 2019, prometeu a continuação do sistema de "jirgas",  já que eram "preferidas pelas populações."
As disparidades de género na atividade económica, educação e literacia, e o ratio entre os dois sexos,têm sido citadas como prova de apartheid  de género sistemático no Paquistão.
Alguns estudos sugerem que os papéis de género na sociedade paquistanesa são transmitidos através dos manuais escolares do ensino primário e secundário, que negligenciam a inclusão de figuras femininas importantes na história e nos estudos sociais. O apartheid de género é assim institucionalizado através de textos e imagens em que as mulheres são de certo modo invisíveis, apropriadas para papéis domésticos - elas cozinham, elas costuram, elas lavam, elas alimentam, elas cuidam do lar -  e raramente retratadas a trabalhar fora de casa. Além disso, em termos de personalidade e carácter, homens e mulheres são descritos como opostos distintos: enquanto as mulheres são "vaidosas, tolas e estúpidas", os homens são "inteligentes, corajosos e fortes".  Consequentemente, os papéis de género socializados reforçam e perpetuam o apartheid de género.